# Pisarzówka (Ukraina)
Pisarzówka (ukr. Писарівка, Pysariwka) – wieś na Ukrainy, w obwodzie chmielnickim, w rejonie wołoczyskim.
Od grudnia 2006 roku w Pisarzówce działa Dom Obrony Życia prowadzony przez Siostry Kanoniczki Ducha Świętego (CSS).
We wsi znajduje się rzymskokatolicka Parafia Niepokalanego Poczęcia Najświętszej Maryi Panny (dekanat Chmielnik).